# Parafia św. Szczepana w Raszynie
Parafia pw. Świętego Szczepana w Raszynie – parafia rzymskokatolicka należąca do dekanatu raszyńskiego, archidiecezji warszawskiej, metropolii warszawskiej Kościoła katolickiego. Kościół parafialny i plebania mieszczą się przy Alei Krakowskiej w Raszynie. Duszpasterstwo prowadzą kapłani archidiecezji warszawskiej. 

## Historia
Parafia została erygowana w 1497. 

### Kościół parafialny
Obecny kościół parafialny pochodzi z XVII wieku.

## Obszar parafii
Na terenie parafii znajdują się miejsca pamięci związane bitwą pod Raszynem w roku 1809: 
- kamień upamiętniający bitwę na grobli Falenckiej,
- rzeźba w kamieniu przedstawiająca Boga Ojca,
- figura - rzeźba w kamieniu - Matki Bożej na szańcach i groby poległych przy Alei Krakowskiej,
- figurka upamiętniająca miejsce śmierci Cypriana Godebskiego,
- pałac w Falentach,
- pałacyk myśliwski Poniatowskiego,
- na froncie zabytkowej plebanii umieszczone kule armatnie z bitwy (1790r.)[2],
- w pobliżu znajduje się kamień upamiętniający 300 lecie warszawskich pieszych pielgrzymek na Jasną Górę.